# Master - La specialista
Master - La specialista (Master) è un film del 2022 diretto da Mariama Diallo.

## Trama
Tre donne cercano con fatica di trovare il loro posto in un'università del New England dove l'elitarismo potrebbe nascondere qualcosa di più spaventoso. Gail Bishop diventa la prima donna nera a trovare una posizione come direttrice di uno dei dormitori.

## Distribuzione
Il film è stato distribuito sulla piattaforma Amazon Prime Video dal 18 marzo 2022.